# Distrito de Tápuc
El Distrito de Tápuc es uno de los ocho distritos que conforman la Provincia de Daniel Alcides Carrión, ubicada en el Departamento de Pasco, bajo la administración del Gobierno Regional de Pasco, Perú.
Desde el punto de vista jerárquico de la Iglesia católica forma parte de la diócesis de Tarma, sufragánea de la arquidiócesis de Huancayo.

## Historia
El distrito fue creado mediante Ley el 17 de octubre de 1906.

## Geografía
Ubicado en la región Sierra, con una superficie aproximada de 60,19 km², a 263 km de Cerro de Pasco, con acceso por carretera afirmada.

## Capital
Es el pueblo de Tápuc, ubicado a 3 675 m s. n. m.

## Autoridades

### Municipales
- 2019 - 2022

Alcalde: Pelayo Rivera Chombo          
- 2014 - 2018[2]
  - Alcalde: Antonio Inga

- 2011 - 2014[3]
  - Alcalde: Juan Luis Chombo Heredia, Partido Aprista Peruano (PAP).[4]
  - Regidores: David Hugo Prudencio Blas (PAP), Eleuterio Raúl Trinidad Ramos (APRA), Serafín Merino (PAP), Norma Rosario Soledad Bermúdez Tiza (PAP), Elguer Félix Cóndor Ramos (Todos por Pasco).[5]
- 2007-2010
  - Alcalde: Javier Yanayaco Aguilar, del Movimiento independiente Concertación en la Región.
- 2003-2006
  - Alcalde: Gilberto Aurelio Cóndor Blas, Partido Aprista Peruano (PAP).

### Policiales
- Comisario:  PNP.

### Religiosas
- Diócesis de Tarma[6]
  - Obispo (2001-2014): Mons. Richard Daniel Alarcón Urrutia.
- Parroquia
  - Párroco: Pbro.